# Raisa Żuk-Hryszkiewicz

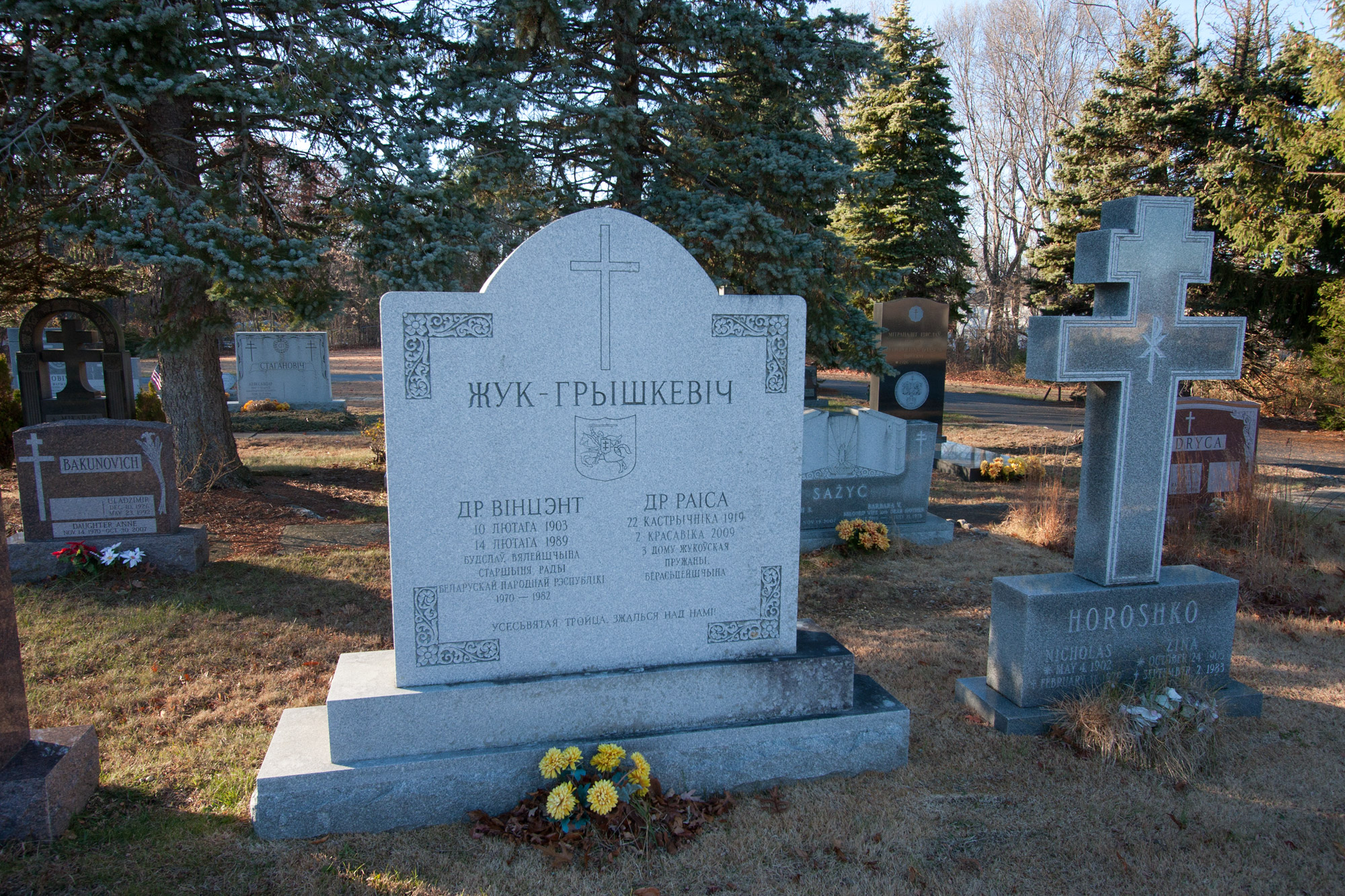
Grób Raisy Żuk-Hryszkiewicz i jej męża Wincenta Żuk-Hryszkiewicza

Raisa Żuk-Hryszkiewicz, właśc. Raisa Żukowska (ur. 22 października 1919 w Prużanie, zm. 2 kwietnia 2009 w Kanadzie) – białoruska nauczycielka, lekarka i działaczka niepodległościowa, żona prezydenta Białorusi Wincenta Hryszkiewicza. 

## Życiorys
W 1938 ukończyła Gimnazjum Państwowe im. Adama Mickiewicza w Prużanie. W latach 1938–1939 studiowała prawo na Uniwersytecie Stefana Batorego. W czasach okupacji sowieckiej pracowała jako nauczycielka szkół białoruskich w Prużanie, później w Smolenice.
W latach 1941–1945 na robotach w Niemczech, później przez kilka miesięcy przebywała w obozie dla dipisów. Pozostała w Niemczech, studiowała medycynę (specjalność – stomatologia) w Marburgu. W 1949 przeprowadziła się do Kanady, gdzie dokończyła studia i poznała przyszłego męża Wincenta Hryszkiewicza (małżeństwem byli od 1953). Działała w Zjednoczeniu Białorusinów Kanady i innych stowarzyszeniach białoruskich.
W 1978 została członkiem białoruskiego parlamentu na emigracji – Rady Białoruskiej Republiki Ludowej. Przez kilkanaście lat stała na czele Komitetu Koordynacyjnego Białorusinów Kanady, wydawała jego "Kamunikaty".

## Publikacje
- "Жыцьцё Вінцэнта Жук-Грышкевіча" (Toronto 1993)